# Pieve di San Giovanni Battista (San Giovanni d'Asso)
La pieve di San Giovanni Battista è il principale luogo di culto cattolico di San Giovanni d'Asso, frazione di Montalcino, chiesa parrocchiale del paese.

## Storia
La chiesa di San Giovanni Battista venne edificata all'inizio del XIV secolo, quando la famiglia Petroni acquistò il castello di San Giovanni d'Asso; venne consacrata nel 1323. Nel 1492 fu eretta a parrocchia in sostituzione della chiesa di San Pietro in Villore e nel 1539 divenne pieve, con un proprio fonte battesimale.
Nel 1639 i Pannilini, subentrati nel patrocinio della chiesa, eseguirono ampi lavori di ristrutturazione (al termine dei quali, il 5 giugno dello stesso anno, la chiesa fu riconsacrata), rinnovati nel 1879. Altri importanti lavori di restauro furono eseguiti nella seconda metà del 1973, con l'eliminazione della decorazione interna delle pareti a fasce bianche e nere e la realizzazione della nuova area presbiterale, su progetto di Costantino Ruggieri e Luigi Leoni; la celebrazione inaugurale ha avuto luogo il 1 gennaio 1974 ed è stata presieduta dal vescovo Renato Spallanzani.

## Descrizione

### Esterno
All'esterno la chiesa si affaccia sulla piazza principale del paese con la semplice facciata a capanna. Essa, che presenta il portale nella parte inferiore ed il rosone circolare in quella superiore, ha il paramento murario in laterizi e decorato da tre fasce di pietra collocate a varie altezze.
Sulla parte finale della navata si trova il campanile a vela con due campane.

### Interno

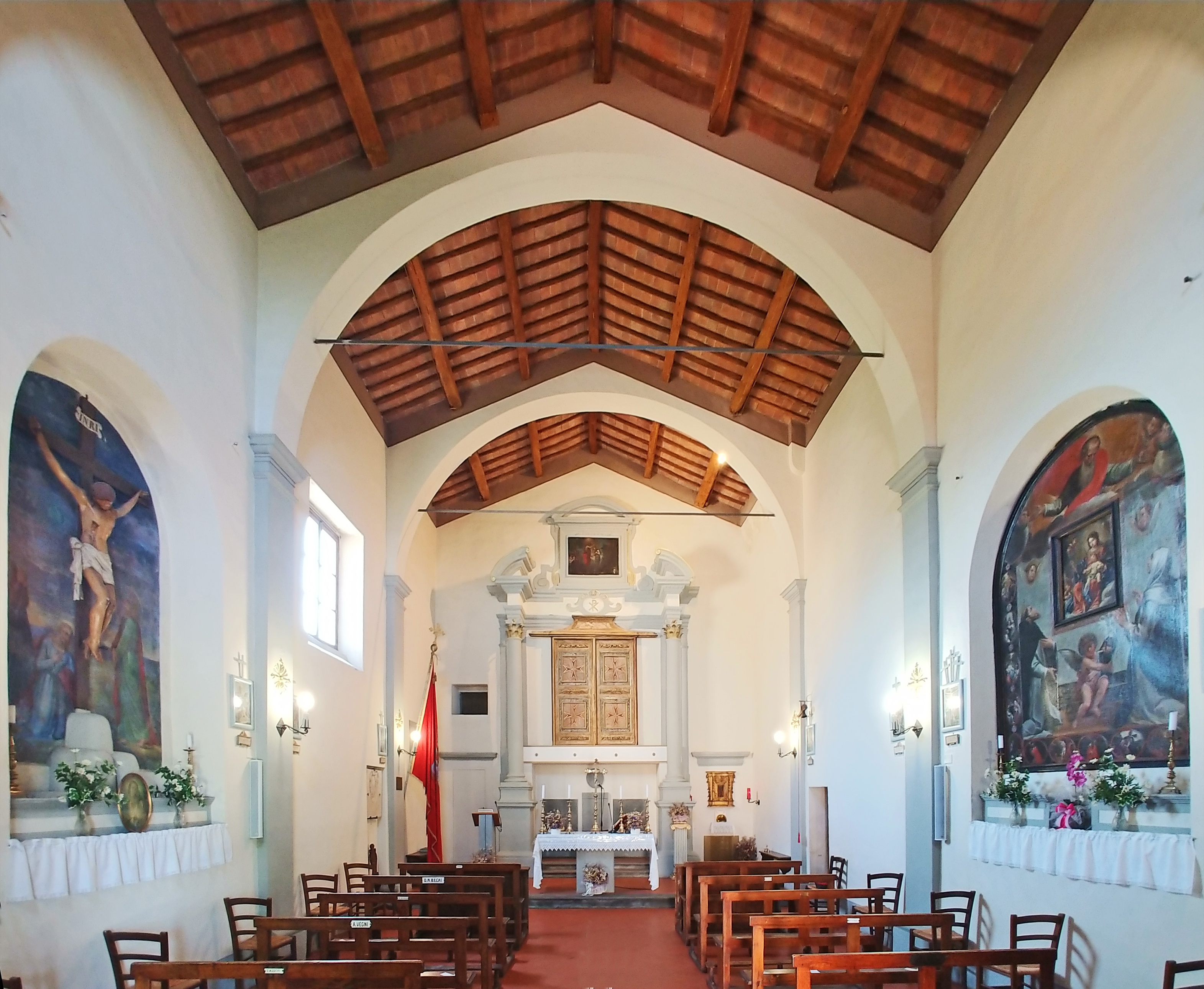
Interno

L'interno della pieve è a navata unica suddivisa in tre campate da due archi a tutto sesto, senza abside.
Sulla parete di sinistra della prima campata, vi è un'acquasantiera in pietra, già fonte battesimale sormontato da una piccola statuetta del Battista, inserita all'interno della cornice marmorea di una porta chiusa. Nella seconda campata, invece, vi sono le ancone dei due altari laterali, le cui mense sono state demolite nell'ambito dei restauri del 1973; in quella di sinistra, entro una nicchia, vi è un Crocifisso ligneo dipinto, in quella di sinistra il quadro della Madonna del Rosario attribuito a Ventura Salimbeni.
A ridosso della parete di fondo della navata, si trova l'area presbiterale, riorganizzata negli anni 1980 con la realizzazione di arredi in pietra e legno di irrilevante pregio artistico, quali l'altare, l'ambone e, in posizione centrale, entro una nicchia, la sede. Sopra quest'ultima si trova ancora la ancona dell'altare settecentesco che custodisce, entro un armadio chiuso da due sportelli, le reliquie di vari santi, fra cui San Pietro Apostolo, Santa Caterina da Siena e San Giovanni Evangelista. Sulla destra vi è l'antico tabernacolo, in legno policromo. Alla sommità, un dipinto della scuola di Rutilio Manetti raffigurante il Battesimo di Gesù.
Nella chiesa dal 2015 al 2018 ha trovato luogo l'organo a canne Pinchi opus 337.

## Tradizioni
Le reliquie donate dal cardinale Riccardo Petroni furono sistemate sopra l'altare maggiore entro un armadio secentesco ad ante lignee dipinte, che si apre ogni anno il sabato che precede la domenica in albis. Viene tirato a sorte il nome di un santo, la cui reliquia verrà portata in processione il giorno successivo, e quindi riposta; alla chiusura delle ante il loro scricchiolio rappresenterà un buon auspicio per il raccolto annuale della campagna (festa cosiddetta "dello scricchio").